# Petaurillus
Petaurillus Thomas, 1908 è un genere di roditori della famiglia degli Sciuridi che comprende tre specie di scoiattoli volanti originarie del Sud-est asiatico, note collettivamente come scoiattoli volanti pigmei o petaurilli.

## Descrizione
I petaurilli sono gli scoiattoli volanti più piccoli del mondo. Il loro corpo misura 6,8-8,9 cm e la coda 6,2-9,8 cm. Le regioni superiori sono di colore fulvo o rossiccio chiaro, con peli dalla base grigio scuro. Le guance sono marroncine e la regione ventrale è bianca; dietro a ogni orecchio è presente una macchia bianca e la coda è bruno-grigiastra con l'estremità bianca. Le orecchie sono lunghe, strette e appuntite. I denti non sono complessi. Le femmine hanno quattro mammelle.

## Distribuzione e habitat
Delle tre specie di Petaurillus, due (P. emiliae e P. hosei) vivono nel Sarawak, una regione del Borneo settentrionale, mentre l'altra (P. kinlochii) abita solamente nel Selangor, uno stato della Malaysia peninsulare. Tutte e tre, però, abitano nelle foreste pluviali.

## Biologia
Tutte e tre le specie di petaurillo sono arboricole e notturne. In P. kinlochii gli studiosi hanno riscontrato nidiate composte da due piccoli.

## Tassonomia
Il genere comprende le seguenti specie:
- Petaurillus emiliae Thomas, 1908 - petaurillo minore;
- Petaurillus hosei (Thomas, 1900) - petaurillo di Hose;
- Petaurillus kinlochii (Robinson e Kloss, 1911) - petaurillo di Selangor.

## Conservazione
Le specie di Petaurillus sono molto sfuggenti e difficili da avvistare. Sappiamo molto poco sulle loro abitudini e la IUCN colloca tutte e tre le specie tra quelle a status indeterminato.